# Trichostema
Trichostema es un género con 23 especies de plantas con flores perteneciente a la familia Lamiaceae. Es originario de Norteamérica desde Canadá hasta México.

## Especies seleccionadas
- Trichostema arizonicum
- Trichostema austromontanum
- Trichostema brachiatum
- Trichostema dichotomum
- Trichostema hispida
- Trichostema lanatum
- Trichostema lanceolatum
- Trichostema laxum
- Trichostema lineare
- Trichostema linearifolium
- Trichostema mexicanum
- Trichostema micranthum
- Trichostema oblongum
- Trichostema ovatum
- Trichostema parishii
- Trichostema pilosum
- Trichostema purpusii
- Trichostema rubisepalum
- Trichostema sandersoni
- Trichostema setaceum
- Trichostema simulatum
- Trichostema spiralis
- Trichostema suffrutescens